# بنك ناصر الاجتماعي
الهيئة العامة لبنك ناصر الاجتماعي أو بنك ناصر الاجتماعي هو بنك حكومي مصري، يتبع وزارة التضامن الاجتماعي، صدر قرار تأسيسه سنة 1971 بقرار جمهوري من الرئيس المصري محمد أنور السادات بهدف "تقديم المساعدات والإعانات لمحدودي الدخل"، بدأ برأس مال قدره 1.2 مليون جنيه ثم تطور رأس المال حتى وصل إلى ملياري جنيه. ثم وصل رأس المال إلى 5 مليار جنيه مصري سنة 2021، بدأ نشاطه بافتتاح فرع واحد فقط في القاهرة في 25 يوليو 1972، ثم وصل عدد فروعه إلى 96 فرع في باقي محافظات مصر.

## جهات تابعة
- صندوق نظام تأمين الأسرة.[8]

## وصلات خارجية
- الموقع الرسمي للبنك.
- الصفحة الرسمية للبنك على موقع فيس بوك.